# Hemorràgia subaracnoidal
L'hemorràgia subaracnoidal (HSA) és un sagnat a l'espai subaracnoidal: l'àrea entre la membrana aracnoide i la piamàter que envolta l'encèfal. Els símptomes poden incloure un mal de cap intens d'aparició ràpida, vòmits, disminució del nivell de consciència, febre i, de vegades, convulsions. La rigidesa o dolor de clatell també són relativament freqüents. En aproximadament una quarta part de les persones, es produeix un sagnat petit amb símptomes de resolució al cap d'un mes després d'un sagnat més gran.
L'HSA pot produir-se com a resultat d'un traumatisme cranioencefàlic o espontàniament, generalment a causa d'una ruptura d'un aneurisma cerebral. Els factors de risc per a casos espontanis inclouen hipertensió arterial, tabaquisme, antecedents familiars, alcoholisme i consum de cocaïna. En general, el diagnòstic es pot determinar mitjançant una tomografia computada del cap si es fa dins de les sis hores posteriors a l'aparició dels símptomes. Ocasionalment, també cal una punció lumbar. Després de la confirmació, normalment es realitzen més proves per determinar la causa subjacent.
El tractament es realitza mitjançant neurocirurgia ràpida o embolització amb espiral endovascular. Es poden necessitar medicaments com el labetalol per reduir la pressió arterial fins que es pugui reparar. També es recomana tractar la febre si és present. La nimodipina, un blocador dels canals de calci, s'utilitza freqüentment per prevenir el vasoespasme. L'ús rutinari de medicaments per prevenir convulsions no té cap benefici clar. Gairebé la meitat de les persones amb HSA a causa d'un aneurisma subjacent moren en 30 dies i aproximadament un terç de les que sobreviuen tenen problemes continus. Entre un deu i un quinze per cent moren abans d'arribar a un hospital.
L'HSA espontani es produeix en aproximadament una per cada 10.000 persones per any. Les dones estan més afectades que els homes. Tot i que es fa més freqüent amb l'edat, al voltant del 50% de les persones són menors de 55 anys. És una forma d'ictus i comprèn aproximadament el 5 per cent de tots els ictus. La cirurgia per als aneurismes es va introduir a la dècada de 1930. Des dels anys noranta, molts aneurismes es tracten mitjançant un procediment menys invasiu anomenat embolització amb espiral endovascular, que es realitza a través d'un gran vas sanguini.